# Le avventure di Sherlock Holmes (film)
Le avventure di Sherlock Holmes (The Adventures of Sherlock Holmes) è un film del 1939 diretto da Alfred L. Werker. È il secondo film di una serie basata sul personaggio di Sherlock Holmes e interpretata da Basil Rathbone e Nigel Bruce, dopo Il mastino di Baskerville dello stesso anno.

## Trama
Il film s'inizia con Moriarty e Holmes che si punzecchiano verbalmente sui gradini davanti all'Old Bailey, dove Moriarty è appena stato assolto dall'accusa di omicidio, per mancanza di prove. Holmes interloquendo con il suo avversario, afferma "Il suo cervello è straordinario, lo ammiro. Lo ammiro a tal punto che vorrei che fosse esposto all'accademia di medicina". "Sarebbe di estremo interesse", risponde Moriarty.
Più tardi Holmes e Watson sono visitati al 221B di Baker Street da Ann Brandon. Lei sostiene che suo fratello Lloyd ha ricevuto un disegno di un uomo con un albatro appeso al collo - identico a quello ricevuto da suo padre poco prima del suo brutale assassinio dieci anni prima. Holmes deduce che la nota è un avvertimento e si precipita per trovare Lloyd Brandon. Tuttavia, arrivato troppo tardi, trova Lloyd assassinato.
Holmes indaga e partecipa a una festa in giardino, travestito da intrattenitore della music-hall, dove egli ritiene che attenteranno alla vita di Ann. Sentendo le sue grida da un parco nelle vicinanze, cattura il suo assalitore, che si rivela essere Gabriel Mateo, in cerca di vendetta nei confronti dei Brandon per l'omicidio di suo padre da parte del padre di Ann in una disputa sulla proprietà della loro miniera Sudamericana. La sua arma del delitto sono delle bolas. Mateo rivela anche che era stato Moriarty, a spingerlo a cercare vendetta. Holmes si rende conto che Moriarty sta usando il caso come una distrazione dal suo vero delitto, un delitto che scuoterà l'impero britannico - un tentativo di rubare i gioielli della Corona. Holmes si precipita alla Torre di Londra per impedire il crimine, e durante la lotta Moriarty cade. Presupponendo la sua morte, poco dopo Ann si sposa e Holmes ritorna al suo esperimento di cercare di scacciare una mosca suonando il suo violino, solo per avere Watson che la colpisce con il giornale, affermando "Elementare, mio caro Holmes, elementare".

## Premi e riconoscimenti
La celebre battuta di Holmes ("Elementare, Watson!", "Elementary, my dear Watson" in lingua originale) è stata inserita nel 2005 nella lista delle cento migliori citazioni cinematografiche di tutti i tempi stilata dall'American Film Institute, nella quale figura al 65º posto.

## Home video
Il film è stato edito in DVD dalla Hobby & Work e in cofanetto denominato Box 2 con i film Sherlock Holmes e la donna in verde e Sherlock Holmes - Destinazione Algeri dalla Exa Cinema.